# 辽宁棒花鱼
辽宁棒花鱼（学名：Abbottina liaoningensis）为輻鰭魚綱鯉形目鲤科棒花鱼属的鱼类。在中国，分布于鸭绿江和辽河水系等，體長可達6.6公分，常栖息于平原河流水清以及沙底处。该物种的模式产地在辽宁营口、丹东。

## 扩展阅读
維基物種上的相關：辽宁棒花鱼